# 세척 외피 치즈
세척 외피 치즈(洗滌外皮cheese, 영어: washed-rind cheese) 또는 도포 숙성 치즈(塗布熟成cheese, 영어: smear-ripened cheese)는 소금물 염지액 등에 정기적으로 담가서 만든 치즈이다. 표면이 특정 세균이 자라기 적합한 환경이 되어, 치즈의 향미가 달라진다. 이렇게 만든 치즈 가운데 경질인 것을 "세척 외피 치즈"로, 연질인 것을 "도포 숙성 치즈"로 구분해 부르기도 한다.

## 만들기
소금물이나 맥주, 포도주 등의 발효주를 비롯한 여러 가지 염지액으로 치즈의 겉껍질을 정기적으로 세척하며 숙성한다. 그러면 치즈 표면이 주황색을 띠는 브레비박테리움 리넨스 등의 세균이 자라기 좋은 환경이 되며, 강렬하고 독특한 향미가 생긴다. 이렇게 만들어진 치즈는 림부르거 같은 연질 치즈일 수도 있고 아펜첼러 같은 경질 치즈일 수도 있다. 같은 세균이 아주 습한 환경에서 숙성하는 카망베르 같은 치즈에도 생겨 작용하지만, 이 경우에 세척 외피 치즈로 분류하지는 않는다. 치즈를 염지액에 자주 담가 씻어 주어야 하기 때문에 제조 과정이 노동집약적이다.

## 종류

### 연질 (도포 숙성)
- 랑그르(langres)
- 림부르거(Limburger)
- 마루알(maroilles)
- 몬트저(Mondseer)
- 묑스테르(munster)
- 브릭 치즈(brick cheese)
- 생넥테르(saint-nectaire)
- 아드라한 치즈(Ardrahan cheese)
- 에르브 치즈(fromage de Herve)
- 에푸아스(époisses)
- 탈레조(taleggio)
- 틸지터(Tilsiter)
- 폰티나(fontina)
- 퐁레베크(pont-l'évêque)

### 경질 (세척 외피)
- 그뤼예르(gruyère)
- 보포르(beaufort)
- 아펜첼러(Appenzeller)
- 오카 치즈(Oka cheese)

## 같이 보기
- 염지 치즈